# إبراهيم سويدان
إبراهيم علي سويدان (مواليد 28 يوليو 1998) لاعب كرة قدم إماراتي يجيد اللعب في الوسط.
مثل نادي الوصل ونادي مصفوت ونادي مسافي ونادي دبي سيتي ونادي الجزيرة الحمراء.

## روابط خارجية
- إبراهيم سويدان على موقع قاعدة بيانات كرة القدم.إي يو (الإنجليزية)
- إبراهيم سويدان على موقع Soccerway.com (الإنجليزية)